# أحمد شوكت الشطي
أحمد شوكت الشطي (1900-1978)، طبيب سوري من دمشق كان من مؤسسي الجامعة السورية عام 1923 ومنظمة الهلال الأحمر السوري عام 1942 ونقابة الأطباء عام 1943. وتولى الأمانة العامة لوزارة الصحة السورية ما بين 1951-1955 وهو والد وزير الصحة السوري الدكتور محمد إياد الشطي.

## البداية
ولِد أحمد شوكت الشطي في دمشق وهو سليل أسرة من علماء المذهب الحنبلي في بلاد الشام. درس في معهد الطب العربي، حيث تخرج حاملاً شهادة دكتوراه في الطب عام 1921. عَمل طبيباً في المستشفى الوطني بدمشق وساهم في تعريب المناهج العلمية، ثم سافر بعدها إلى فرنسا للحصول على دبلوم في عِلم الصحة من جامعة مونبيلييه ودبلوم آخر في علم النُسج والجنين من جامعة باريس. كما نال دبلوماً ثالثاً في الطب الشرعي من جامعة ستراسبورغ، وعاد إلى دمشق ليشغل كرسي التشريح المجهري والجنين والتشريح المرضي في الجامعة السورية.

## حياته المهنية
وفي عام 1926 أسس الدكتور الشطي أول مخبر للنُسج والجنين والتشريح المرضي في الجامعة السورية وظلّ رئيساً له حتى عام 1960. كما شارك في تأسيس الهلال الأحمر السوري سنة 1942 وانتُخب رئيساً له، وبعدها بعام واحد، كان أحد مؤسسي نقابة الأطباء دمشق وحافظ على منصبه في الهيئة التدريسية في الجامعة السورية حتى تقاعده عام 1970. وعمل جاهداً بعد حرب 1948 على تأسيس منظمة الهلال الأحمر الفلسطيني التي ظهرت للعلن سنة 1968، وكان له دور إنساني كبير في حرب حزيران عام 1967 وحرب تشرين عام 1973، عندما عَمِل متطوعاً في مستوصف الهلال الاحمر بدمشق، الذي تحول إلى مركز إسعاف للجنود السوريين والعرب.
وفي عام 1951 عُين أحمد شوكت الشطي أميناً عاماً لوزارة الصحة السورية، وعَمل على تطويرها مع أصدقائه الوزراء الأطباء مرشد خاطر ونظمي قباني حتى عام 1955.

## مؤلفاته
وضع أحمد شوكت الشطي 54 مؤلفاً في حياته، كان أولها كتاب «عِلم الأنسجة» الصادر في دمشق عام 1926 والأخير بعنوان «رسالة الحضارة الإسلامية والسلام» الذي صدر سنة وفاته عام 1978.

## الأولاد
اشتهر اثنان من أبناء الشطي في مجال الطب، منهم الدكتور راكان الشطي والدكتور محمّد إياد الشطي، الذي كان وزيراً للصحة في سورية من عام 1992 وحتى 2003. أما كريمته مي الشطي فهي فنانة تشكيلية معروفة.